# Lidsville
Lidsville (Sombrerilandia en Hispanoamérica) fue un programa de televisión infantil estadounidense, el tercero de  Sid y Marty Krofft, que siguió a H.R. Pufnstuf (1969) (llamada Latinoamérica en La flauta mágica) y The Bugaloos (1970). Al igual que los antes mencionados combina dos tipos de personajes: actores convencionales y disfrazados a quienes se les dobló la voz en la postproducción. Fueron 17 los episodios cada sábado en una temporada. El tema de inicio fue grabado en el parque de Las seis banderas de Texas.

## Producción
Lidsville tiene semejanza con la serie británica Hattytown Tales, producida por Hattyland Enterprises & FilmFair Ltd. en 1969, pero con diferentes personajes y en claymation.
Al igual que H.R. Pufnstuf y The Bugaloos, Lidsville tuvo solo una temporada (1971–1972), y una retransmisión (1972–1973). También como H.R. Pufnstuf, el título Lidsville' fue interpretado como una referencia a las drogas ya que "lid" que es empleado coloquialmente para “sombrero” o “gorra” se empleó al inicio de la década de 1970 para la marijuana.
La serie fue lanzada en DVDen los Estados Unidos en 2005, con material extra. No ha salido la versión doblada en español.

## Argumento
Un adolescente llamado Mark (Butch Patrick) cae en el sombrero de un mago llamado Merlo (Charles Nelson Reilly) y llega a Lidsville un país de sombreros vivientes. El villano del show se llama Horatio J. HooDoo (Charles Nelson Reilly) y sus compinches Raunchy Rabbit (actuado por Sharon Baird con voz de Walker Edmiston) y los “Sombreros malos”, quienes acosan Lidsville, sus habitantes y a Mark, quien desea a toda costa regresar a casa.

### Audio
- Operation Space Nut - Audio: Clips (WAV)
- Stuck in the '70s - Audio: Butch Patrick Interview (Embedded in page WAV)

### Video
- Room 34 - Video/Audio: Opening/Closing/Hat Band (Quicktime/MP3)
- Rhino - Video: Intro (Quicktime, Real Player and Windows Media)
- IFILM - Video: First 8 Minutes (Quicktime, Real Player and Windows Media)
- Rotten Tomatoes - Video: First 8 Minutes (Quicktime, Real Player and Windows Media)
- Robotkid - Video: Lidsville Remix (Quicktime)

- Datos: Q892343
- Multimedia: Lidsville / Q892343